# بوب كون (لاعب كرة قاعدة)
بوب كون (بالإنجليزية: Bub Kuhn)‏ هو لاعب كرة قاعدة أمريكي، ولد في 12 أكتوبر 1899، وتوفي في 20 نوفمبر 1956.

## وصلات خارجية
- بوب كون على موقع دوري كرة القاعدة الرئيسي (الإنجليزية)
- بوب كون على موقعبيزبول رفرنس.كوم (الدوري الرئيسي) (الإنجليزية)
- بوب كون على موقعبيزبول رفرنس.كوم (الدوري الثانوي) (الإنجليزية)